# Гнучке перекриття

Гнучке перекриття (рос.гибкое перекрытие, англ. flexible ceiling; нім. biegsame Überdeckung f) — у гірництві — запобіжний настил (з металевої сітки, дощок чи інших матеріалів) для запобігання просипанню породи чи закладного матеріалу в лаву. Переміщується в процесі очисного виймання.
В залежності від механіч. характеристик розрізняють Г.п.:
- напівгнучкі (гнучкі в одному напрямку) і

- гнучкі (в будь-якому напрямку).

Застосовується при розробці потужних вугільних пластів, зокрема на Кузбасі, в Північно-Чеському та Нижньосілезькому вугільних басейнах.